# شهرستان اونیدا (ویسکانسین)
شهرستان اونیدا، ویسکانسین (به انگلیسی: Oneida County, Wisconsin) یک سکونتگاه مسکونی در ایالات متحده آمریکا است که در ویسکانسین واقع شده‌است.

## خصوصیات
شهرستان اونیدا ۳٬۲۰۱٫۲۴ کیلومترمربع مساحت دارد.